# Slag bij Kolb's Farm
De Slag bij Kolb's Farm vond plaats op 22 juni 1864 in Cobb County in de staat Georgia tijdens de Amerikaanse Burgeroorlog. De Zuidelijke eenheden onder leiding van luitenant-generaal John Bell Hood probeerde een strijdmacht onder leiding van generaal-majoor Joseph Hooker aan te vallen. Door de slechte terreinomstandigheden mislukte de aanval met veel Zuidelijke slachtoffers tot gevolg.

## Achtergrond
Op 19 juni had het Zuidelijke Army of Tennessee een nieuwe defensieve linie ingenomen tussen de Kennesaw Mountain en de Little Kennesaw Mountain. De achtervolgende Noordelijke troepen onder leiding van generaal-majoor William T. Sherman zochten bij aankomst onmiddellijk naar zwakke punten in de vijandelijke stellingen. Toen Sherman tot het inzicht kwam dat de Zuidelijke stellingen te sterk waren voor een frontale aanval, besliste hij tot een ander aanpak. Sherman zou de vijandelijke linie fixeren met zijn linkervleugel, namelijk het Army of the Tennessee aangevoerd door generaal-majoor James B. McPherson. Met het centrum en zijn rechtervleugel, Army of the Cumberland onder leiding van generaal-majoor George H. Thomas, zou Sherman Johnstons linkerflank proberen te keren ergens ten zuiden van de Powder Springs Road.
In navolging van Shermans orders verplaatste Thomas het XX Corps van generaal-majoor Joseph Hooker naar de voorziene plaats. Hooker zou ondersteund worden door het uit één korps bestaande Army of the Ohio, onder leiding van generaal-majoor John M. Schofield die de rechterflank van Hooker zou beveiligen.
Johnston had op alle manoeuvres van de Noordelijken geanticipeerd en stuurde daarom het korps van luitenant-generaal John Bell Hood vanuit de reserve naar stellingen bij Marietta ten zuiden en westen langs de Powder Springs Road tot aan Mount Zion Church. Zo kon Johnston de flankeerbeweging van Sherman counteren. Hood vertrok op 21 juni en was de volgende dag ter plaatse.

## De slag
In de vroege namiddag van 22 juni verplaatste generaal-majoor Carter L. Stevenson, bevelhebber van een van de divisies van Hood, zijn soldaten van hun kampeerplaats bij Mt. Zion Church naar Kolb’s Farm. De boerderij was ten zuiden van de Powder Springs Road gelegen. Stevenson rapporteerde dat er vijandelijk vuur geopend werd. Dit waren de 14th Kentucky Infantry en 123rd New York Infantry. Kort daarna gaf Hood het bevel aan zijn volledig korps, namelijk de divisies van Stevenson, generaal-majoor Alexander P. Stewart en generaal-majoor Thomas C. Hindman, om langs de weg op te rukken in westelijke richting om de vijand voor zich uit te drijven. Blijkbaar veronderstelde Hood ofwel dat hij het uiterste punt van de vijandelijke flank had bereikt en dat hij hun flank kon oprollen ofwel dat de vijand nog geen slaglinie had gevormd en dus kwetsbaar was voor een aanval. De Zuidelijke cavalerie had bij verkenningen veel meer vijandelijke eenheden opgemerkt, maar deze informatie bereikte Hood nooit.
Hood stelde zijn korps op met Stevensons divisie dwars over de Powder Springs Road, met twee brigades ten noorden en twee brigades ten zuiden van de weg. Hindman stond daar ten noorden van opgesteld. Stewarts divisie stond achter Stevenson opgesteld om hem de nodige ondersteuning te bieden. Hoods korps telde ongeveer 14.000 soldaten.
Aan Noordelijke zijde werd Hooker tijdig ingelicht over de opmars van Hood. Hooker liet zijn korps zich ingraven om de aanval van Hood op te vangen. Net zoals Hoods korps bestond Hookers XX Corps uit drie divisies, namelijk die van de generaals-majoor John W. Geary, Alpheus S. Williams en Daniel Butterfield. Williams’ divisie werd eveneens dwars over de Powder Springs Road opgesteld en zou dus het zwaarst te verduren krijgen. Gearys divisie stond links van Williams en Butterfields divisie werd in reserve gehouden op Gearys linkerflank. Hooker had ongeveer 15.000 soldaten onder zijn bevel.
Hood ging tot de aanval over kort na 17.00u. de 14th Kentucky Infantry en de 123rd New York waren nog steeds de voorposten. Ze kregen het zwaar te verduren en trokken zich al vechtend terug. Hierbij verloren de brigades van de Zuidelijke brigadegeneraals Alfred Cumming en Edmund Pettus veel soldaten. Deze twee brigades zouden geen verdere rol meer spelen in de slag. Toen de andere helft van Stevensons divisie uit de bossen tevoorschijn kwam en het open veld bij Kolb’s Farm betrad, werden ze onder vuur genomen door de Noordelijke artillerie. Stevensons soldaten dienden zich terug te trekken. Hij had te veel soldaten verloren.
Inmiddels verliep de aanval van Hindeman niet veel beter. Een moerassig gebied op zijn marsroute bemoeilijkte de opmars. Hij diende zich eveneens terug te trekken na zware verliezen geleden te hebben door de Noordelijke artillerie.
De Zuidelijken verloren ongeveer 1.500 soldaten tijdens de slag. Twee derde hiervan vielen in Stevensons divisie. De Noordelijken verloren ongeveer 250 soldaten. Hiervan vielen de meesten bij het 123rd New York (48 slachtoffers) en het 14th Kentucky (70 slachtoffers).